# 고천사
고천사는 충청북도 청주시 상당구에 있다. 2015년 4월 17일 청주시의 향토유적 제24호로 지정되었다.

## 개요
성종 때 좌리공신 4등으로 추록된 고천군 신정의 위패를 봉안하기 위해 세운 사당이다.